# Maneo
Der Maneo (Maneu) ist ein Berg in Osttimor, südlich der Straße zwischen Manatuto und Dili in der Aldeia Ili-Mano (Suco Uma Caduac, Verwaltungsamt Laclo, Gemeinde Manatuto). Er hat eine Höhe von 1133 m. Drei Kilometer östlich liegt der Berg Curi. Beide Berge sind Teil einer Important Bird Area.